# 오후의 죽음
《오후의 죽음》(Death in the Afternoon)은 어니스트 헤밍웨이의 논픽션 책이다. 1932년 9월 23일 찰스 스크리브너스 선스에서 초판 약 1만 부를 인쇄하여 출간되었다. 일종의 가이드북 형식을 띈 이 책은 스페인의 투우 문화와 역사에 대해 다루고 있으며, 두려움과 용기의 본질에 대한 생각도 헤밍웨이의 생각도 담겨 있다.
1920년대 스페인 팜플로나에서 열린 산 페르민 축제에 가게 된 헤밍웨이는 그 곳에서 투우에 푹 빠지게 되고, 이에 감명받아 《태양은 다시 떠오른다》를 집필하였다. 헤밍웨이는 《오후의 죽음》에서 투우의 형이상학―다시 말하면 의식화되고 일종의 종교적인 행위―가 작가들이 의미와 삶의 본질을 찾는 것과 유사하다고 생각하였다. 또한 헤밍웨이는 투우에서 삶과 죽음의 원초적 본질을 발견하였다.

## 한국어판 출판 내역
- 《오후의 죽음》. 번역 장왕록. 책미래. 2013. ISBN 9791185134000.

## 참고 문헌
- Meyers, Jeffrey (1985). Hemingway: A Biography (영어). New York: Macmillan. ISBN 978-0-333-42126-0.
- Oliver, Charles (1999). Ernest Hemingway A to Z: The Essential Reference to the Life and Work (영어). New York: Checkmark Publishing. ISBN 978-0-8160-3467-3. (가입 필요).